# Bad Schandau
Bad Schandau je grad u Njemačkoj, u južnom dijelu Slobodne države Saske, okrug Sächsische Schweiz-Osterzgebirge.

## Zemljopis
Nalazi se na desnoj obali Elbe, na ušću rijeke Kirnitzsch. Nalazi se oko 6 kilometara od češke granice (češki naziv je Žandava), 33 km jugoistočno od Dresdena na žejezničkoj pruzi za Děčín. Tisuće turista dolaze ovdje u ljetnim mjesecima. Za njihov smještaj otvoren su brojni hoteli i vile. Glavni proizvodi su umjetno cvijeće i namještaj. Prefiks "Bad" grad dobiva 1920. godine zbog svojih toplica.

## Znamenitosti
- Bad Schandau dizalo, izgrađeno 1904. godine, visine 52,26 metara. 1954. je dizalo obnovljen
- Kirnitzschtalbahn, uskotračna elektrificirana tramvajska linija duga osam kilometara.
- Pflanzengarten Bad Schandau, regionalni botanički vrt površine 6.100 m2 u nacionalnom parku Saksonska Švicarska. Otvoren je 1902. godine.

## Međunarodna suradnja
- Česká Kamenice, Češka; partnerstvo iz 2002.

## Zanimljivosti
- Film Quentina Tarantina Nemilosrdni gadovi je uglavnom sniman u Bad Schandau

## Galerija
- Bad Schandau 1888 godine.

## Vanjske poveznice
|  | Zajednički poslužitelj ima još gradiva o temi Bad Schandau |

- Službene stranice